# Canning River (Swan River)
Der Canning River ist ein Fluss im Südwesten des australischen Bundesstaates Western Australia. 

## Geografie
Die Quelle des Flusses liegt an den Westhängen der Darling Range, rund zehn Kilometer nördlich der Kleinstadt North Bannister, östlich des Albany Highway. Der Fluss fließt nach Nordwesten am Mount Cooke und am Mount Randall vorbei, immer in bis zu zehn Kilometern Abstand zum Highway. Er durchquert den nordwestlichen Teil der Monadnocks Conservation Reserve und wird kurz vor Erreichen des Stadtgebietes von Perth zum Canning Reservoir angestaut. Von dort fließt der Fluss weiter nach Nordwesten und mäandriert durch die südöstlichen Vororte von Perth in der Küstenebene des Swan River, wie Cannington, Thornlie, Riverton, Shelley, Rossmoyne und Mount Pleasant. Bei Melville Water, gleich unterhalb der Canning Bridge, mündet der Canning River in den Swan River.

### Nebenflüsse mit Mündungshöhen
- Canning River South – 191 m
- Southern River – 15 m
- Bickley Brook – 14 m[1]

## Geschichte
Zum ersten Mal sahen 1801 Europäer den Fluss, als eine französische Expedition die Mündung in den Swan River entdeckte. Die Mannschaft nannte die Mündung Entrée Moreau nach Charles Moreau, ihrem Seekadetten.
Der Canning River erhielt seinen heutigen Namen 1827 von Captain James Stirling an Bord der HMS Success nach der Erforschung dieses Gebietes im März 1827. Stirling benannte den Fluss nach George Canning, einem wichtigen britischen Politiker, der damals britischer Premierminister war und dessen Regierung die Gelder für die Expedition genehmigte.
Im November 1829, nur fünf Monate nach Gründung der Swan River Colony, legte eine weitere Expedition unter Führung von Gouverneur James Stirling einen Platz für eine neue Stadt fest, die nach einem Ort an der Themse Kelmscott genannt wurde und an den Ufern des Canning River lag.

### Sträflinge
Sträflinge bauten den Canning River Convict Fence, so dass Schiffe Holz von Mason's Timber Mill in der Darling Range nach Perth transportieren konnten. Er ist auch heute noch eine Sehenswürdigkeit.

## Ökologie
Im und am Fluss leben viele Wildtiere wie Delfine, Pelikane, Schwäne und etliche andere Vogelarten.

### Algenblüte

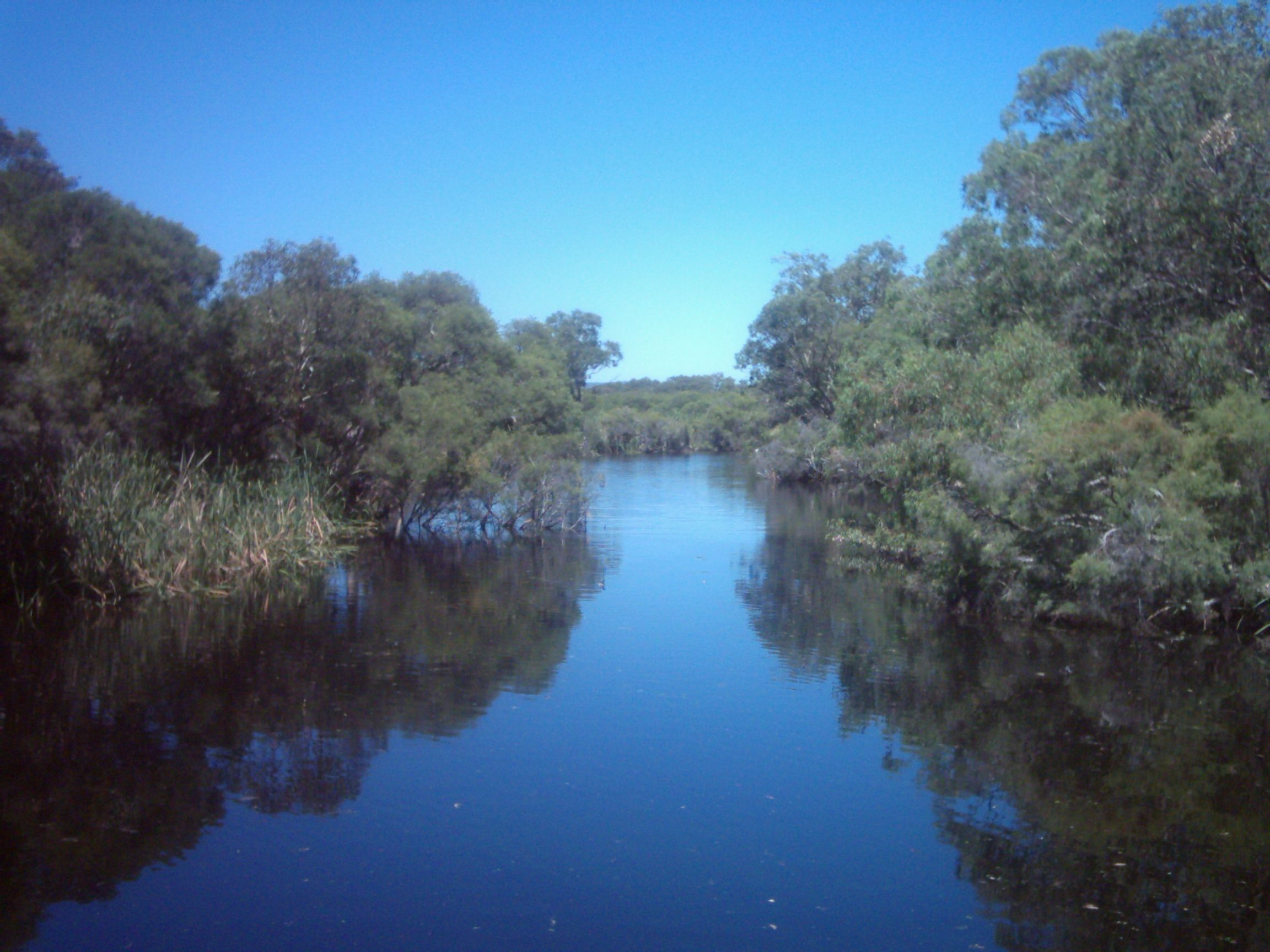
Der Canning River ohne Algenfarne (Februar 2006)

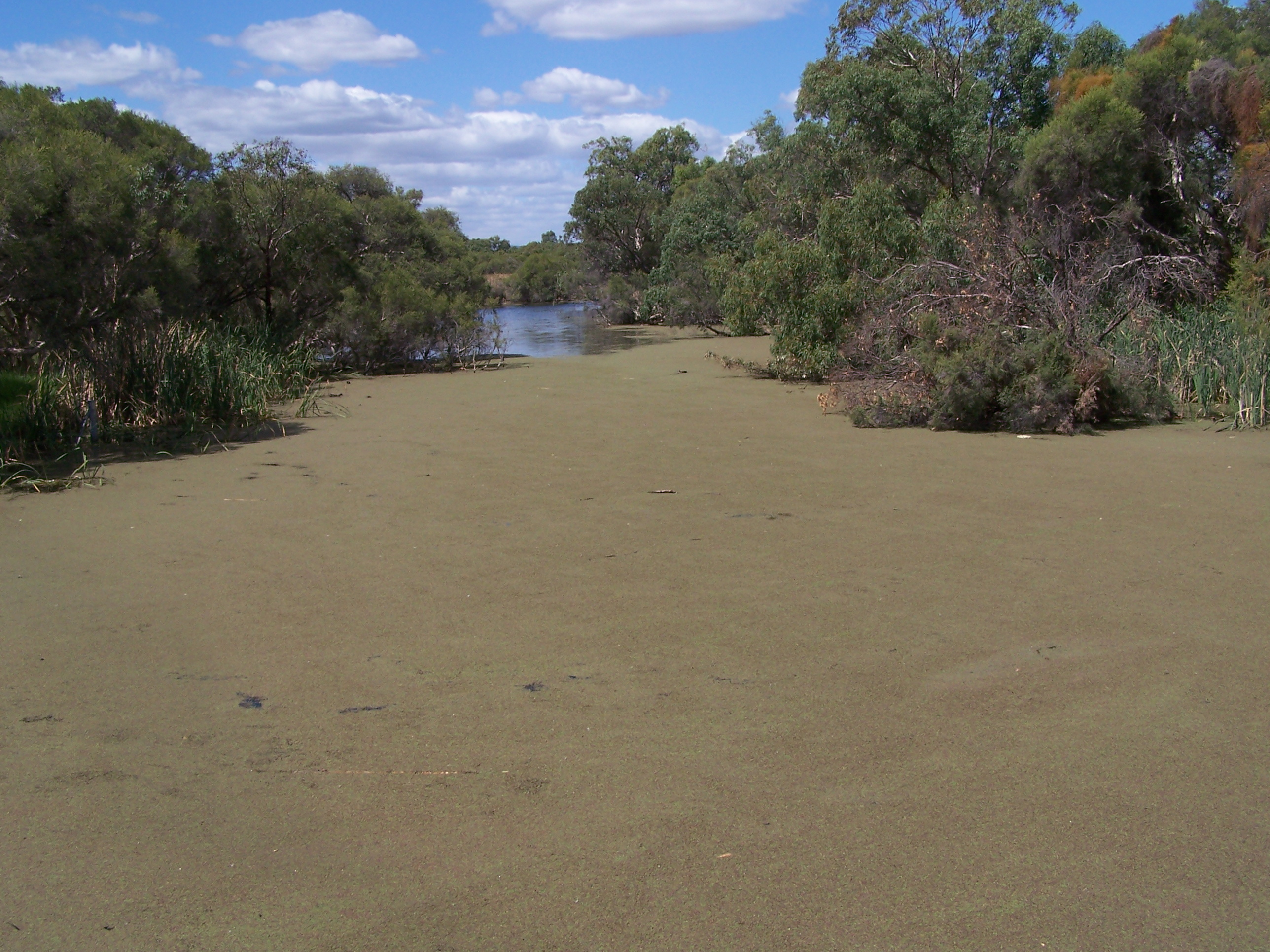
Dieselbe Stelle mit Algenfarnteppich (März 2007)

Eine natürliche Algenblüte kommt im Flusssystem des Canning River regelmäßig vor. Sie wird durch den Aufbau von Nährstoffen im Fluss hervorgerufen. Menschliche Aktivitäten wie Landwirtschaft und die Anlage von Hausgärten und Parks haben dieses Phänomen nur verstärkt. Die Blüten sind vermutlich sowohl für Säugetiere als auch für Fische und andere Wasserlebewesen giftig. Der Swan River Trust überwacht den Nährstoffgehalt des Flusses und das Algenwachstum und gibt Warnungen heraus oder sperrt Flussabschnitte für Schwimmer und Wassersportler. Der Trust führt auch Reinigungsprogramme durch, um die Menge an Nährstoffen, die den Fluss erreichten, zu verringern, ebenso wie Dephosphorisierung und Sauerstoffeintrag an Stellen, an denen Algenblüte festgestellt wurde.
Das Auftauchen von Algenfarnteppichen auf Teilen des Canning River hat der Trust begrüßt, da dieser Farn die Menge an Sonnenlicht begrenzt, das für die Algen verfügbar ist, und große Mengen an Phosphor und anderen Nährstoffen aus dem Wasser absorbiert. Es ist aber auch möglich, dass Algenfarnteppiche eine Verringerung des Sauerstoffgehaltes im Wasser bewirken und einen starken Schwefelverbindungsgeruch verströmen.